# Walter Ayoví
Walter Ayoví, né le 11 août 1979 à Camarones (Équateur), est un footballeur équatorien.

## Biographie
En juin 2002, le sélectionneur Hernán Darío Gómez annonce qu'Ayovi est retenu dans la liste des 23 joueurs pour jouer la Coupe du monde 2002 au Japon. 
Douze ans plus tard, le sélectionneur Reinaldo Rueda annonce qu'Ayovi est retenu dans la liste des 23 joueurs pour jouer la Coupe du monde 2014 au Brésil, lui permettant ainsi de participer à un second mondial.

## Statistiques

### En sélection nationale
| Saison                | Sélection             | Phases finales          | Phases finales | Phases finales | Phases finales | Éliminatoires CDM | Éliminatoires CDM | Éliminatoires CDM | Matchs amicaux | Matchs amicaux | Matchs amicaux | Total | Total | Total |
| Saison                | Sélection             | Compétition             | M              | B              | Pd             | M                 | B                 | Pd                | M              | B              | Pd             | M     | B     | Pd    |
| --------------------- | --------------------- | ----------------------- | -------------- | -------------- | -------------- | ----------------- | ----------------- | ----------------- | -------------- | -------------- | -------------- | ----- | ----- | ----- |
| 2000-2001             | Équateur              | Copa América 2001       | 0              | 0              | 0              | -                 | -                 | -                 | 2              | 0              | 0              | 2     | 0     | 0     |
| 2001-2002             | Équateur              | Coupe du monde 2002     | 0              | 0              | 0              | -                 | -                 | -                 | -              | -              | -              | 0     | 0     | 0     |
| 2002-2003             | Équateur              | -                       | -              | -              | -              | -                 | -                 | -                 | 4              | 0              | 0              | 4     | 0     | 0     |
| 2004-2005             | Équateur              | -                       | -              | -              | -              | 5                 | 0                 | 0                 | 5              | 0              | 0              | 10    | 0     | 0     |
| 2005-2006             | Équateur              | Coupe du monde 2006     | -              | -              | -              | -                 | -                 | -                 | 1              | 0              | 0              | 1     | 0     | 0     |
| 2006-2007             | Équateur              | Copa América 2007       | 2              | 0              | 0              | -                 | -                 | -                 | 6              | 1              | 1              | 8     | 1     | 1     |
| 2007-2008             | Équateur              | -                       | -              | -              | -              | 6                 | 2                 | 0                 | 2              | 1              | 0              | 8     | 3     | 0     |
| 2008-2009             | Équateur              | -                       | -              | -              | -              | 7                 | 1                 | 1                 | 3              | 0              | 1              | 10    | 1     | 2     |
| 2009-2010             | Équateur              | -                       | -              | -              | -              | 4                 | 0                 | 0                 | 1              | 0              | 0              | 5     | 0     | 0     |
| 2010-2011             | Équateur              | Copa América 2011       | 3              | 0              | 0              | -                 | -                 | -                 | 11             | 2              | 0              | 14    | 2     | 0     |
| 2011-2012             | Équateur              | -                       | -              | -              | -              | 5                 | 0                 | 1                 | 5              | 0              | 0              | 10    | 0     | 1     |
| 2012-2013             | Équateur              | -                       | -              | -              | -              | 7                 | 0                 | 1                 | 3              | 1              | 1              | 10    | 1     | 2     |
| 2013-2014             | Équateur              | Coupe du monde 2014     | 3              | 0              | 2              | 4                 | 0                 | 0                 | 6              | 0              | 2              | 13    | 0     | 4     |
| 2014-2015             | Équateur              | Copa América 2015       | 3              | 0              | 0              | -                 | -                 | -                 | 7              | 0              | 3              | 10    | 0     | 3     |
| 2015-2016             | Équateur              | Copa América Centenario | 4              | 0              | 1              | 6                 | 0                 | 0                 | 1              | 0              | 0              | 11    | 0     | 1     |
| 2016-2017             | Équateur              | -                       | -              | -              | -              | 6                 | 0                 | 0                 | -              | -              | -              | 6     | 0     | 0     |
| 2017-2018             | Équateur              | -                       | -              | -              | -              | 0                 | 0                 | 0                 | -              | -              | -              | 0     | 0     | 0     |
| Total sur la carrière | Total sur la carrière | Total sur la carrière   | 15             | 0              | 3              | 50                | 3                 | 3                 | 57             | 5              | 8              | 122   | 8     | 14    |